# George Finch-Hatton, X conte di Winchilsea
George William Finch-Hatton, X conte di Winchilsea (Kirby Hall, 19 maggio 1791 – Haverholme Priory, 8 gennaio 1858), è stato un politico inglese.

## Biografia
Era il figlio di George Finch-Hatton, figlio dell'Onorevole Edward Finch-Hatton, e di sua moglie, Lady Elizabeth Murray, figlia maggiore di David Murray, II conte di Mansfield.
Studiò alla Westminster School e alla Christ Church di Oxford.

## Carriera
Il 13 ottobre 1809 divenne capitano nel reggimento Ashford, il 14 dicembre 1819 divenne luogotenente del Northamptonshire e il 7 settembre 1820 fu nominato vice tenente per la contea del Kent. Successe a suo cugino, George Finch, IX conte di Winchilsea, il 2 agosto 1826.

## Matrimoni

### Primo Matrimonio
Sposò, il 26 luglio 1814, Lady Georgiana Graham (?- 13 febbraio 1835), figlia di James Graham, III duca di Montrose e Lady Caroline Montagu. Ebbero due figli:
- George Finch-Hatton, XI conte di Winchilsea (31 maggio 1815-9 giugno 1887);
- Lady Caroline Finch-Hatton (1817-13 marzo 1888), sposò Christopher Turnor, ebbero due figli.

### Secondo Matrimonio
Sposò, il 15 febbraio 1837, Emily Bagot (?-10 luglio 1848), figlia di Sir Charles Bagot. Non ebbero figli.

### Terzo Matrimonio
Sposò, il 17 ottobre 1849, Frances Rice (7 novembre 1820-26 aprile 1909), figlia di Edward Royds Rice e Elisabetta Cavaliere. Ebbero quattro figli:
- Lady Evelyn Georgiana Finch-Hatton (?-15 gennaio 1932), sposò Henry Upton, IV visconte Templetown, non ebbero figli;
- Murray Finch-Hatton, XII conte di Winchilsea (28 marzo 1851-7 settembre 1898);
- Henry Finch-Hatton, XIII conte di Winchilsea (3 novembre 1852-14 agosto 1927);
- Lord Harold Heneage Finch-Hatton (23 agosto 1856-16 maggio 1904).

## Morte
Morì l'8 gennaio 1858, a Haverholme Priory, vicino Sleaford, Lincolnshire.